# Melanopsidium nigrum
Melanopsidium nigrum là một loài thực vật có hoa trong họ Thiến thảo. Loài này được Colla mô tả khoa học đầu tiên năm 1824.